# Nudo (unidad)

Un indicador de velocidad aerodinámica, que muestra la velocidad en nudos.

El nudo es una unidad de medida de velocidad, utilizada tanto para navegación marítima como aérea, equivalente a una milla náutica por hora (1852 m/h). También se utiliza en meteorología para medir la velocidad de los vientos. El símbolo acordado por la Organización Internacional de Normalización (ISO) es kn, que proviene de knot ("nudo", en inglés). También recomiendan este símbolo tanto la Organización Hidrográfica Internacional (IHO) como la Oficina Internacional de Pesas y Medidas (BIPM). No obstante a veces, en aviación por ejemplo, se utiliza kt para el singular (que coincide con el símbolo SI para kilotonelada) y kts para el plural.

## Definición
1 nudo = 1 milla náutica por hora = 1852 m/h (metros por hora), como 1,852 km/h, es decir, aproximadamente 0,5144 metros por segundo. Esta definición se basa en el acuerdo internacional sobre la longitud de la milla náutica, adoptado por Estados Unidos de América (que utilizaba previamente una longitud de 1,853248 m) y el Reino Unido (que utilizaba previamente una longitud de 1,853184 m), entre otros países.
{\displaystyle kn={\frac {M}{h}}={\frac {1,852km}{h}}={\frac {1852m}{h}}}
La ventaja que tiene utilizar los nudos como unidad de velocidad para la navegación, es que el nudo está directamente relacionado con las medidas de distancia en las coordenadas geográficas que suelen usarse en el mar. Debido a que una milla náutica corresponde a un minuto de arco, entonces un nudo también corresponde a 1 arcmin/hora, que es más sencillo de utilizar para un operador de una embarcación.

## Origen del término
El nombre deriva del antiguo proceso de medición de la velocidad en una nave. Antiguamente, un tripulante disponía de una cuerda o línea con nudos a intervalos regulares (generalmente, diez brazas) y una pieza de madera, originalmente un simple tronco, atado a un extremo (tal dispositivo fue la primitiva corredera). Otro tripulante disponía de un reloj de arena de alrededor de medio minuto. El primero arrojaba el tronco al agua por la proa y dejaba correr la línea que, en su primer tramo, no tenía nudos, a fin de darle tiempo al tronco a flotar y quedar estacionario en el agua. Cuando llegaba al primer nudo, daba la orden al otro tripulante para que diera vuelta el reloj y comenzara a contar el tiempo preestablecido. Cuando caía el último grano de arena, el tripulante a cargo del reloj daba la orden de hacer firme la línea. Habitualmente, el tripulante que sostenía la línea iba contando los nudos de esta a medida que iba dejando correr la línea, por lo cual bastaba estimar la fracción de cuerda entre el último nudo y su mano para informar la velocidad. En otros casos los nudos se hacían de distinto material o con distintas formas para reconocerlos directamente, sin necesidad de contarlos, tal como se hacía en las sondalezas. Distintas marinas habían normalizado tanto la distancia entre los nudos como el tiempo del reloj, pero la proporción entre ellos siempre es tal que resulta en la medición de la misma cantidad de millas náuticas por hora.[cita requerida]
El nudo es una medida práctica en el mar, pues puede trasladarse casi directamente a una carta marina, dado que una cierta velocidad expresada en nudos (por ejemplo, 7 nudos), sostenida durante una hora, habría hecho que la nave navegara la distancia correspondiente a ese mismo arco expresado en minutos de grado (7') de latitud sobre un meridiano o de longitud sobre el ecuador o la proporción que correspondiere según el rumbo. En este caso, teniendo marcada en la carta la línea que indica el rumbo, se puede medir sobre el margen de la carta (izquierdo o derecho), donde se encuentran indicadas las latitudes, con un compás de puntas secas, una cantidad de minutos igual a la velocidad en nudos y esta medida, tomada a partir del último punto conocido o estimado, extendido sobre la línea que marca el rumbo, dará la nueva posición estimada de la nave. En la Marina Real británica esta medición se efectuaba cada media hora, o sea, a cada toque de la campana con que se marcaba el tiempo a bordo y se debía anotar en el cuaderno de guardia. Dado que la medición se grababa en tablillas de madera sacadas de un tronco, en inglés log, cuando el papel aún no era suficientemente económico, el cuaderno terminó denominándose log (logbook es el término inglés para referirse al cuaderno de bitácora o diario de navegación).[cita requerida]

## Equivalencias
El nudo equivale a:
|            | Unidad                     |
| ---------- | -------------------------- |
| 0,514444   | metros por segundo (m·s−1) |
| 1          | nudo internacional         |
| 1,150779   | millas por hora (mph)      |
| 1,68781001 | pies por segundo (p·s)     |
| 1.852      | kilómetros por hora        |
| 20,25372   | pulgadas por segundo       |
| 101,268591 | pies por minuto            |

La longitud de la milla náutica acordada internacionalmente es de 1852 m. Estados Unidos adoptó la definición internacional en 1954, tras haber utilizado previamente la milla náutica estadounidense (1853,248 m). El Reino Unido adoptó la definición internacional de milla náutica en 1970, tras haber utilizado previamente la milla náutica del Almirantazgo británico (6080 pies o 1853,184 m).

## Uso
Las velocidades de las naves en relación con los fluidos en los que se desplazan (velocidades de un barco en el agua y de una aeronave en el aire) se miden en nudos. Por coherencia, las velocidades de los fluidos de navegación (mareas, corrientes fluviales y velocidades del viento) también se miden en nudos. Así, la velocidad sobre el terreno (SOG; velocidad sobre el terreno (GS) en aeronaves) y la velocidad de avance hacia un punto distante ("velocity made good", VMG) también se dan en nudos.
Desde 1979, la Organización de Aviación Civil Internacional ha incluido el nudo como un elemento permitido para uso temporal en la aviación, pero hasta 2024 no se ha acordado ninguna fecha de finalización para este período temporal.

## Términos aeronáuticos
Antes de 1969, las normas de aeronavegabilidad de las aeronaves civiles del Reglamento Federal de Aviación de los Estados Unidos especificaban que las distancias debían expresarse en millas terrestres y las velocidades en millas por hora. En 1969, estas normas se modificaron progresivamente para especificar que las distancias debían expresarse en millas náuticas y las velocidades en nudos.
Las siguientes abreviaturas se utilizan para distinguir entre varias medidas de velocidad aerodinámica:
- TAS es "knots true airspeed", la velocidad aerodinámica de una aeronave relativa al aire no perturbado.
- KIAS es "knots indicated airspeed", la velocidad registrada por el indicador de velocidad pitot-estático  de una aeronave. indicador de velocidad
- CAS es "nudos de velocidad aerodinámica calibrada", la velocidad aerodinámica indicada corregida por error de posición y error de instrumento.
- EAS es "nudos velocidad aerodinámica equivalente", la velocidad aerodinámica calibrada corregida para un flujo compresible adiabático para la altitud particular.

La velocidad aerodinámica indicada se aproxima a la velocidad aerodinámica real sólo a nivel del mar en condiciones estándar y a bajas velocidades. A 11 m (36,1 pies), una velocidad aerodinámica indicada de 300 kn puede corresponder a una velocidad aerodinámica verdadera de 500 kn en condiciones estándar.

## Uso moderno

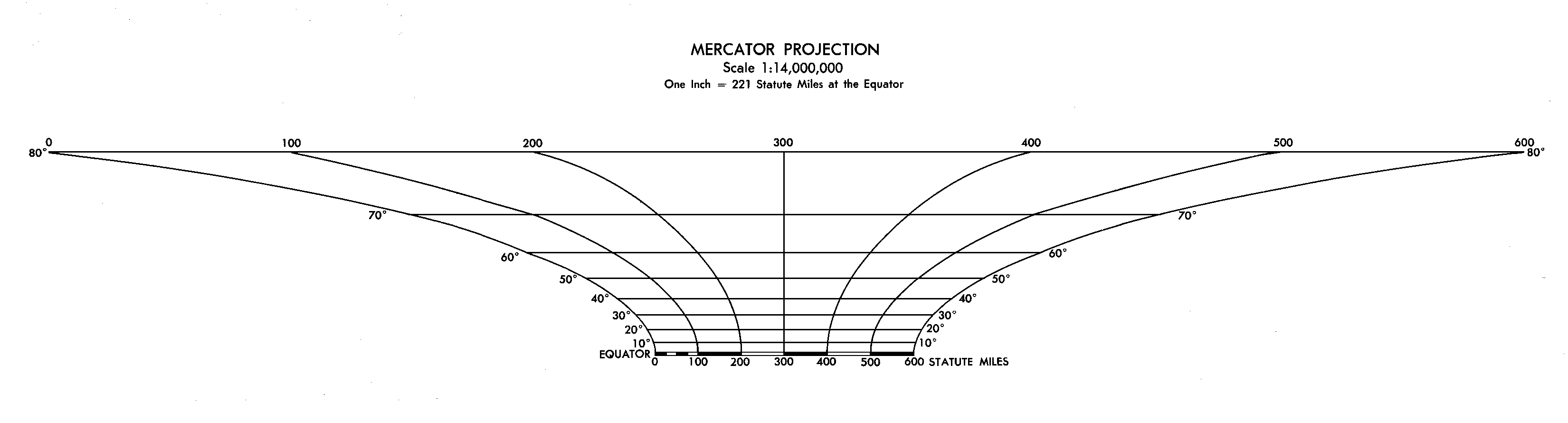
Escala gráfica de un mapamundi en proyección Mercator, que muestra el cambio con la latitud.

Aunque la unidad nudo no encaja en el Sistema Internacional de Unidades, su conservación para uso náutico y aeronáutico es importante porque la longitud de una milla náutica, en la que se basa el nudo, está estrechamente relacionada con el sistema de coordenadas geográficas longitud/latitud. Como resultado, las millas náuticas y los nudos son unidades cómodas de utilizar cuando se navega en avión o en barco.
En una carta náutica estándar que utilice la proyección Mercator, la escala horizontal (Este-Oeste) varía con la latitud. En una carta del Atlántico Norte, la escala varía en un factor de dos desde Florida hasta Groenlandia. Por lo tanto, una escala gráfica única, como la que aparece en muchos mapas, sería inútil en una carta de este tipo. Dado que la longitud de una milla náutica, a efectos prácticos, equivale aproximadamente a un minuto de latitud, una distancia en millas náuticas en una carta puede medirse fácilmente utilizando divisores y las escalas de latitud de los laterales de la carta. Las cartas recientes del Almirantazgo británico tienen una escala de latitud en el centro para facilitar aún más esta tarea.
A veces, la velocidad se expresa incorrectamente como "nudos por hora", que significaría "millas náuticas por hora por hora" y, por tanto, se referiría a la aceleración.